# Franz Fabricius
Pour les articles homonymes, voir Fabricius.
Franz Fabricius est un érudit allemand, né en 1525 à Düren, mort en 1573

## Biographie
Recteur de l'école de Dusseldorf, il a donné des éditions de Lysias (Cologne, 1554), de Paul Orose (1561), a commenté les Comédies de Térence (1565), ainsi que plusieurs ouvrages de Cicéron et a écrit en latin une Vie de cet orateur.

## Source
Cet article comprend des extraits du Dictionnaire Bouillet. Il est possible de supprimer cette indication, si le texte reflète le savoir actuel sur ce thème, si les sources sont citées, s'il satisfait aux exigences linguistiques actuelles et s'il ne contient pas de propos qui vont à l'encontre des règles de neutralité de Wikipédia.